# Старичная (приток Няра)
Старичная — река в России, протекает в Кизеловском районе Пермского края. Устье реки находится в 5,2 км по левому берегу реки Няр. Длина реки составляет 10 км.
Исток реки на отрогах Среднего Урала) в болоте Вогульское в 30 км к востоку от центра города Кизел. Река течёт на юго-запад, всё течение проходит в ненаселённой местности, среди холмов, покрытых тайгой. Скорость течения быстрая, характер — горный.

## Данные водного реестра
По данным государственного водного реестра России относится к Камскому бассейновому округу, водохозяйственный участок реки — Кама от города Березники до Камского гидроузла, без реки Косьва (от истока до Широковского гидроузла), Чусовая и Сылва, речной подбассейн реки — бассейны притоков Камы до впадения Белой. Речной бассейн реки — Кама.
По данным геоинформационной системы водохозяйственного районирования территории РФ, подготовленной Федеральным агентством водных ресурсов:
- Код водного объекта в государственном водном реестре — 10010100912111100008700
- Код по гидрологической изученности (ГИ) — 111100870
- Код бассейна — 10.01.01.009
- Номер тома по ГИ — 11
- Выпуск по ГИ — 1